# Oreophryne biroi
Espèce
Synonymes
- Sphenophryne biroi Méhely, 1897
- Mehelyia affinis Wandolleck, 1911 "1910"
- Mehelyia lineata Wandolleck, 1911 "1910"

Statut de conservation UICN

 LC  : Préoccupation mineure
Oreophryne biroi est une espèce d'amphibiens de la famille des Microhylidae.

## Répartition
Cette espèce est endémique de Nouvelle-Guinée. Son aire de répartition concerne l'extrême Nord-Est de la province indonésienne de Papouasie, ainsi que la côte nord de la Papouasie-Nouvelle-Guinée et l'île de Kairiru. Elle est présente jusqu'à pratiquement 1 000 m d'altitude,.

## Étymologie
Cette espèce est nommée en l'honneur de Lewis Biró.

## Publications originales
- Méhely, 1897 : Further contributions to the herpetology of New-Guinea. Természetrajzi Füzetek, vol. 20, p. 398-419 (texte intégral).
- Wandolleck, 1911 "1910" : Die Amphibien und Reptilien der papuanischen Ausbeute Dr. Schlaginhaufens. Abhandlungen und Berichte des Zoologischen und Anthropologisch-Ethnographischen Museums zu Dresden, vol. 13, no 6, p. 1-15 (texte intégral).